# Cladding
Cladding is het bedekken van een materiaal met een ander materiaal.
'Cladding' onderscheidt zich van de andere verbindingstechnieken zoals lijmen of lassen, doordat bij het 'cladden' de verbinding ontstaat door het te bedekken materiaal onder hoge druk op het dragermateriaal te persen.
In de Engelstalige literatuur wordt het begrip 'clad', letterlijk vertaald 'bekleden', ook vaak toegepast om aan te geven dat iets bekleed is met een bepaald soort materiaal. 

## Proces
Het bedekken (cladding) van de verschillende materialen kan met de volgende processen plaatsvinden:
- Coëxtruderen
- Persen
- Explosielassen
- Magnetisch pulslassen
- Lasercladden (ofwel laseroplassen)

## Toepassingen
- Elektriciteitsleiding (koper en goud)
- Metaalanodes (titanium op koper)